# جامع المبادئ والغايات في علم الميقات
جامع المبادئ والغايات في علم الميقات هو كتاب في علم الفلك من تأليف العالم المغربي الحسن المراكشي. يُعد هذا العمل -الذي كُتب في الفترة ما بين 1276 و1282م المصدر الأكثر أهمية لتاريخ الآلات الفلكية في الإسلام.وجُمعت حسب منهج علمي يجمع بين الحساب النظري والرصد العملي. يشكل الكتاب مرجعًا أساسيًا لفهم تطور آلات رصد الزمن والظواهر السماوية في الحضارة الإسلامية، ويعكس مدى تطور العلوم الفلكية في المشرق والمغرب خلال القرن السابع الهجري.

## سياق التأليف
انتقل المراكشي إلى القاهرة في بداية حياته العلمية، حيث اطلع على مخطوطات متقدمة في المثلثات والساعات الشمسية التي كان يدرسها كبار علماء الأزهر. استلهم في كتابه خبرات المذاهب الفلكية المختلفة، من الأندلس والرومان والفرس، ونقلها بلغة عربية دقيقة وعملية.

## وصف
ضمّن الحسن المراكشي كتابه معلومات في غاية من الأهمية عن علمي الفلك والجغرافيا، كما يحتوي هذا الكتاب الثمين على بحوث لبعض المسائل الفلكية التي كانت مستعصية على علماء الفلك الأوائل. فقد درس الحسن المراكشي عن كثب بعض الأجهزة التي لها علاقة في رصد الكواكب، ومن أهمها عمل الساعات الشمسية والاسطرلاب، والجدير بالذكر ان المستشرق كرا دي فو قام بترجمة الجزء الخاص بالإسطرلاب ونشره، وصار متداولا بالمعمورة. ويُشار إلى أنه توجد نسخة من الكتاب في دار الكتب الظاهرية برقم 7641.

## محتوى الكتاب
يحتوي الكتاب على مقدمة وعشرة فصول:
- الفصل الأول: تعريف معاني يحتاجها المتعلم[3]
- الفصل الثاني: هيئة السماء والأرض
- الفصل الثالث: تعريف الدوائر الفلكية
- الفصل الرابع: في ذكر الأيام والليالي ومبادئها
- الفصل الخامس: في ذكر مبادئ التواريخ وعدد الأيام، سنينها وأسماء شهورها
- الفصل السادس: في معرفة مداخل سنى العرب وشهورها[4]
- الفصل السابع: في معرفة مداخل سنى الروم وشهورها
- الفصل الثامن: في معرفة الكبايس العربية والرومية
- الفصل التاسع: في استخراج التاريخ الرومي من التاريخ العربي[5]
- الفصل العاشر: في معرفة جيب القوس ووترها وجيب تمامها وسهمها من قبلها ومعرفة القوس من جيبها ومن وترها ومن جيب تمامها ومن سمتها

## أهداف الكتاب ومنهجه
يطمح الحسن المراكشي في «جامع المبادئ والغايات» إلى إنشاء مرجعٍ شامل يُؤسّس لعلم الميقات ويخدم كدليلٍ عمليّ للمشتغلين بضبط مواقيت الصلاة وتنظيم الأعمال الزراعية، من خلال تكامل ثلاثة جوانب رئيسية: الجانب النظري، حيث يشرح العلامة المفاهيم الفلكية الأساسية—كالهندسة الزاويّة، وجيب القوس، وقوانين الجمع والتفاضل الفلكي—بأسلوبٍ دقيق يمكّن القارئ من بناء معرفة متينّة ترتكز على أسس رياضية متينة؛ والجانب التطبيقي، إذ يرفق جداول حسابية متعددة وأمثلة تفصيلية تعرض خطوةً بخطوة كيفية استخراج مداخل الشهور وحساب السنين عبر أدواتٍ فلكية متنوعة مثل الإسطرلاب والملطيّة والساعات الشمسية، مما يتيح للقارئ إجراء الحسابات عمليًا والتحقق من نتائجها؛ والجانب النقدي، حيث يخصّص المراكشي فقراتٍ لمقارنة طرق التقويم عند العرب والروم، كاشفًا عن أوجه القصور في بعض المناهج القديمة ومقترحًا تصحيحاتٍ منهجية تزيد من دقة التوقيت وتقليل الانحرافات الزمنية. وبذلك يقدم الكتاب إطارًا متكاملاً يجمع بين المعرفة النظرية والفهم العملي والرؤية النقدية، ما جعله مرجعًا يحتذى به لدى علماء المشرق والمغرب على مدى قرون.```

## الآلات الفلكية والتطبيقات العملية
خصص المراكشي أقسامًا توضح كيفية بناء واستخدام عدة آلات رصدية:
- **الإسطرلاب**: شرح تصميم الإسطوانة الداخلية وخريطة البروج وكيفية استخراج الوقت من ارتفاع النجم القطبي.
- **الملطيّة (الميقاتية)**: أداة لحساب ظلال الشمس الدقيقة عند الظهر، واستخدمها المراكشي لابتكار جداول تقديم وتعريض أكثر دقة.
- **الساعات الشمسية**: قدم التصاميم المختلفة لأشعة الشمس المنكسرة عبر عدسات صغيرة، وكيفية ضبط الساعات وفقًا للفصول.

## أهمية الكتاب وانتشاره
لفت انتباه الباحثين إلى أهمية الجمع بين الحساب النظري والتطبيق العملي، فأُجريت دراسات مقارنة بين مخطوطة المراكشي ومخطوطات أخرى ككتاب **الميزان** للبيروني، متناولين الفروق في منهجية عرض الجداول الفلكية. كما يُستخدم الكتاب اليوم في معاهد الفلك الإسلامي كمرجع لتدريس التاريخ العلمي للميقات.اعتُبر الكتاب مرجعًا رئيسيًا في مدارس المشرق والمغرب حتى القرن العاشر الهجري، واعتمد عليه علماء كابن الشاطر والبيروني. وحينما ترجمه المستشرق **كرا دي فو** إلى اللاتينية في القرن الثامن عشر، كان ذلك عاملًا في نقل مفاهيم الإسطرلاب والساعات الشمسية إلى أوروبا. وفي القرن العشرين أعاد **فؤاد سزكين** نشر مخطوطات الكتاب مع تقديم تحليلي نقدي، مؤكدًا أن منهج المراكشي يسبق أعمال أوروبية لاحقة في دقة الحسابات الفلكية.

## المخطوطات الحالية والنسخ المطبوعة
- مخطوطة محفوظة في **دار الكتب الظاهرية** (رقم 7641).[12]
- نسخة في **المكتبة البريطانية** (Or 5831)، مؤرخة 1074 هـ/1663م.[13]
- طبعة حديثة مصورة بتحقيق فؤاد سزكين.[14]

## وصلات خارجية
- جامع المبادئ والغايات في علم الميقات في أرشيف الإنترنت.